# Eccellenza Emilia-Romagna 2003-2004
Il campionato italiano di calcio di Eccellenza regionale 2003-2004 è stato il tredicesimo organizzato in Italia. Rappresenta il sesto livello del calcio italiano.
Questi sono i gironi organizzati dal comitato regionale della regione Emilia-Romagna.

## Girone A

### Squadre partecipanti
| Squadra                    | Città (provincia)            |
| -------------------------- | ---------------------------- |
| A.S.D. Atletic Pico        | Concordia sulla Secchia (MO) |
| G.S. Busseto               | Busseto (PR)                 |
| U.S. Cadelboschese         | Cadelbosco di Sopra (RE)     |
| Pol. Castellarano          | Castellarano (RE)            |
| A.C. Correggese            | Correggio (RE)               |
| Crociati Parma             | Collecchio (PR)              |
| A.C. Fiorano               | Fiorano Modenese (MO)        |
| A.C. Formigine             | Formigine (MO)               |
| A.S.D. Meletolese F.C.     | Castelnovo di Sotto (RE)     |
| F.C. Mirandolese           | Mirandola (MO)               |
| U.S. Pontolliese Libertas  | Ponte dell'Olio (PC)         |
| A.C. Rolo                  | Rolo (RE)                    |
| A.C. San Secondo Parmense  | San Secondo Parmense (PR)    |
| A.P. Scandiano             | Scandiano (RE)               |
| A.S. Terme Monticelli      | Monticelli Terme (RE)        |
| U.C. Viadana               | Viadana (MN)                 |
| Virtus Castelfranco Calcio | Castelfranco Emilia (MO)     |
| A.S. Virtus Pavullese      | Pavullo nel Frignano (MO)    |

### Classifica finale
|  | Pos. | Squadra              | Pt | G  | V  | N  | P  | GF | GS | DR  |
|  | ---- | -------------------- | -- | -- | -- | -- | -- | -- | -- | --- |
|  | 1.   | Virtus Castelfranco  | 70 | 34 | 20 | 10 | 4  | 47 | 20 | +27 |
|  | 2.   | Virtus Pavullese     | 67 | 34 | 18 | 13 | 3  | 57 | 26 | +31 |
|  | 3.   | Castellarano         | 62 | 34 | 16 | 14 | 4  | 41 | 21 | +20 |
|  | 4.   | Crociati Parma       | 53 | 34 | 14 | 11 | 9  | 49 | 33 | +16 |
|  | 5.   | Meletolese           | 50 | 34 | 13 | 11 | 10 | 44 | 39 | +5  |
|  | 6.   | San Secondo Parmense | 48 | 34 | 12 | 12 | 10 | 48 | 41 | +7  |
|  | 7.   | Fiorano              | 48 | 34 | 12 | 12 | 10 | 44 | 40 | +4  |
|  | 8.   | Atletic Pico         | 48 | 34 | 12 | 12 | 10 | 37 | 35 | +2  |
|  | 9.   | Rolo                 | 45 | 34 | 11 | 12 | 11 | 35 | 41 | -6  |
|  | 10.  | Scandiano            | 43 | 34 | 10 | 13 | 11 | 28 | 21 | +7  |
|  | 11.  | Viadana              | 42 | 34 | 10 | 10 | 12 | 29 | 34 | -5  |
|  | 12.  | Mirandolese          | 41 | 34 | 10 | 11 | 13 | 38 | 43 | -5  |
|  | 13.  | Correggese           | 41 | 34 | 9  | 14 | 11 | 32 | 38 | -6  |
|  | 14.  | Terme Monticelli     | 41 | 34 | 10 | 11 | 13 | 37 | 45 | -8  |
|  | 15.  | Pontolliese Libertas | 37 | 34 | 8  | 13 | 13 | 36 | 47 | -11 |
|  | 16.  | Busseto              | 34 | 34 | 8  | 10 | 16 | 28 | 47 | -19 |
|  | 17.  | Formigine            | 30 | 34 | 7  | 9  | 18 | 26 | 52 | -26 |
|  | 18.  | Cadelboschese        | 23 | 34 | 5  | 8  | 21 | 28 | 56 | -28 |

## Girone B

### Squadre partecipanti
| Squadra                         | Città (provincia)                      |
| ------------------------------- | -------------------------------------- |
| F.C. Alfonsine                  | Alfonsine (RA)                         |
| A.S.D. F. Baracca Lugo          | Lugo di Romagna (RA)                   |
| A.S.D. Calcio Castrocaro        | Castrocaro Terme e Terra del Sole (FC) |
| A.S. Cervia 1920                | Cervia (RA)                            |
| S.S. Crespellano                | Crespellano (BO)                       |
| A.S.D. Del Conca Sanclemorciano | Morciano di Romagna (RN)               |
| A.C. Emme Mezzolara             | Budrio (BO)                            |
| F.C. Finale                     | Finale Emilia (MO)                     |
| A.C. Massa Lombarda             | Massa Lombarda (RA)                    |
| Molinella Calcio 1911           | Molinella (BO)                         |
| Pol. Ozzanese                   | Ozzano Emilia (BO)                     |
| A.S. Real Cesenatico            | Cesenatico (FC)                        |
| A.S. Real Misano                | Misano Adriatico (RN)                  |
| S.P. Reno Centese               | Cento (FE)                             |
| C.S. Sant'Agostino              | Sant'Agostino (FE)                     |
| A.S.D. Savignanese              | Savignano sul Rubicone (FC)            |
| A.C. Sporting Forlì             | Forlì (FC)                             |
| A.S. Visport 2000               | Spilamberto (MO)                       |

### Classifica finale
|  | Pos. | Squadra                   | Pt | G  | V  | N  | P  | GF | GS | DR  |
|  | ---- | ------------------------- | -- | -- | -- | -- | -- | -- | -- | --- |
|  | 1.   | Reno Centese              | 71 | 34 | 22 | 5  | 7  | 48 | 17 | +31 |
|  | 2.   | Mezzolara                 | 68 | 34 | 19 | 11 | 4  | 59 | 25 | +34 |
|  | 3.   | Del Conca Sanclemorciano  | 68 | 34 | 19 | 11 | 4  | 47 | 25 | +22 |
|  | 4.   | Real Cesenatico           | 60 | 34 | 17 | 9  | 8  | 50 | 32 | +18 |
|  | 5.   | Massa Lombarda            | 53 | 34 | 13 | 14 | 7  | 40 | 31 | +9  |
|  | 6.   | Savignanese               | 51 | 34 | 13 | 12 | 9  | 44 | 40 | +4  |
|  | 7.   | Cervia                    | 50 | 34 | 14 | 8  | 12 | 37 | 37 | 0   |
|  | 8.   | Crespellano               | 49 | 34 | 14 | 7  | 13 | 39 | 33 | +6  |
|  | 9.   | Castrocaro Terra del Sole | 49 | 34 | 12 | 13 | 9  | 47 | 43 | +4  |
|  | 10.  | Real Misano               | 44 | 34 | 11 | 11 | 12 | 45 | 43 | +2  |
|  | 11.  | Alfonsine                 | 44 | 34 | 12 | 8  | 14 | 42 | 40 | +2  |
|  | 12.  | Ozzanese                  | 43 | 34 | 10 | 13 | 11 | 40 | 45 | -5  |
|  | 13.  | F. Baracca Lugo           | 41 | 34 | 11 | 8  | 15 | 40 | 44 | -4  |
|  | 14.  | Sant'Agostino             | 35 | 34 | 8  | 11 | 15 | 21 | 41 | -20 |
|  | 15.  | Finale                    | 28 | 34 | 6  | 10 | 18 | 32 | 53 | -21 |
|  | 16.  | Sporting Forlì            | 28 | 34 | 7  | 7  | 20 | 23 | 47 | -24 |
|  | 17.  | Molinella                 | 25 | 34 | 6  | 7  | 21 | 21 | 49 | -28 |
|  | 18.  | Visport                   | 24 | 34 | 5  | 9  | 20 | 24 | 54 | -30 |

### Spareggi

#### Spareggio 2º posto
| Squadra 1      | Risultato | Squadra 2                |
| -------------- | --------- | ------------------------ |
| Emme Mezzolara | 1 - 0     | Del Conca Sanclemorciano |

| Milano Marittima 16 maggio 2004, ore 16,30 | Emme Mezzolara | 1 – 0 | Del Conca Sanclemorciano | Stadio di Pini |